# Gustavo Sever
Gustavo César Sever de Torre (Quilmes, provincia de Buenos Aires, 1 de agosto de 1980), más conocido como Gustavo Sever, es un exfutbolista argentino que jugaba de volante ofensivo.

Debutó en el ascenso argentino con Quilmes Atlético Club. Luego jugó en clubes como Argentino de Quilmes, Platense, Defensa y Justicia y Tigre, donde se consagró bicampeón de la Primera B Metropolitana. También jugó en el exterior, en el Burgos CF de España. Regresó al país y sumó destacadas actuaciones en San Telmo, Acassuso, Colegiales y UAI Urquiza, logrando el ascenso con este último. En total, disputó más de 370 partidos y marcó 73 goles. Es especialmente recordado por los hinchas de Tigre y Platense, y también por su paso por Quilmes, donde se formó.

## Trayectoria como deportista

#### Quilmes Atlético Club (1999–2000)
Gustavo Sever comenzó su carrera profesional en su club de origen, Quilmes Atlético Club. En 1999, debutó en la Primera B Nacional, donde rápidamente mostró su capacidad en el mediocampo. Durante su estadía en el club, jugó un total de 30 partidos, anotando 6 goles. Aunque su tiempo en el primer equipo fue relativamente corto, dejó una buena impresión con su estilo de juego técnico y su contribución al equipo en momentos clave.

#### Club Atlético Argentino de Quilmes (2000–2002)
Tras su paso por Quilmes, Sever se trasladó al Club Atlético Argentino de Quilmes en el 2000. En este equipo encontró una mayor estabilidad y protagonismo, participando en 39 partidos y anotando 9 goles. Esta etapa le permitió consolidarse como un mediocampista ofensivo clave, mostrando un rendimiento sólido y destacándose por su capacidad de llegar al área rival.

#### Club Atlético Platense (2002–2003)
En 2002, Sever dio un salto importante en su carrera al fichar por Club Atlético Platense. Durante su tiempo en el club, vivió su temporada más goleadora, marcando 15 goles en 36 partidos. Esta destacada actuación lo posicionó como uno de los jugadores más importantes del equipo, ayudando al club y destacándose por su visión de juego y capacidad de definir en momentos decisivos.

#### Defensa y Justicia (2003–2004)
En 2003, Sever firmó con Defensa y Justicia, donde continuó su carrera. Durante su paso por el club, disputó 26 partidos y anotó 1 gol. Si bien no tuvo una gran cantidad de goles en esta etapa, su versatilidad y trabajo en el mediocampo fueron importantes para el equilibrio del equipo, contribuyendo a su funcionamiento táctico en el medio campo.

#### Club Atlético Tigre (2004–2006)
En 2004, Sever se unió a Tigre, club donde vivió uno de los momentos más destacados de su carrera de la mano del reconocido director técnico Ricardo Caruso Lombardi. Contribuyó al equipo en la consecución del bicampeonato de la Primera B Metropolitana, siendo uno de los jugadores más destacados de su época y división. En total, jugó 36 partidos y anotó 11 goles, demostrando su capacidad tanto para generar jugadas como para finalizar de forma efectiva. Esta exitosa etapa le permitió ascender a la Primera B Nacional con Tigre, consolidándose como uno de los grandes referentes del club.

#### Burgos Club de Fútbol (2006–2008)
Gustavo Sever dio un paso internacional al fichar por el Burgos Club de Fútbol en 2006. Durante su tiempo en la Segunda División B de España, disputó 25 partidos y marcó 6 goles. Su paso por el fútbol europeo le permitió ganar experiencia a nivel internacional y demostrar su capacidad técnica y táctica. Aunque su estadía en España fue breve, dejó una huella por su adaptabilidad y juego inteligente en el mediocampo.

#### Club Atlético San Telmo (2008–2010)
En 2008, Sever regresó a Argentina y se unió al Club Atlético San Telmo, un club con el que tuvo una extensa y fructífera relación. Durante su paso por San Telmo, jugó 95 partidos y anotó 11 goles, convirtiéndose en una pieza fundamental en el mediocampo. Su compromiso y entrega fueron claves para el funcionamiento del equipo, y su liderazgo en el campo fue una constante en esta etapa de su carrera.

#### Club Atlético Acassuso (2010–2012)
En 2010, Sever continuó su carrera en el Club Atlético Acassuso, donde jugó hasta mediados de 2012. Durante esos años, disputó 63 partidos y anotó 13 goles, demostrando nuevamente su capacidad para marcar goles desde el mediocampo. En Acassuso, Sever se destacó como un jugador importante para el equipo, ayudando a fortalecer la línea media con su experiencia y su visión de juego.

#### Club Atlético Colegiales (2012–2013)
Sever jugó brevemente en el Club Atlético Colegiales en 2012, donde estuvo hasta 2013. Aunque no marcó goles en los 13 partidos que disputó, dejó su huella con su tanto en la definición por penales ante J.J. Urquiza por la Copa Argentina. Esta experiencia consolidó su reputación como un jugador de carácter y determinación en momentos clave.

#### UAI Urquiza (2013)
En 2013, Sever cerró su carrera en el Club Deportivo UAI Urquiza. En esta última etapa, disputó 11 partidos y anotó 1 gol. Su último aporte fue crucial para el equipo, ya que jugó un papel clave en la consecución del campeonato de la Primera C y el posterior ascenso a la Primera B Metropolitana. Fue un cierre exitoso para una carrera llena de sacrificio y esfuerzo en cada club donde jugó.

## Trayectoria como entrenador
Tras su retiro del fútbol profesional en 2013, Gustavo Sever continuó su carrera en el ámbito formativo dentro del Quilmes Atlético Club, institución donde se había iniciado como jugador. Se incorporó al Departamento de Fútbol Juvenil, desempeñándose como entrenador de categorías menores y formativas, incluyendo divisiones de fútbol 7, séptima, octava y quinta división.
En 2016, Sever sufrió un accidente cerebrovascular (ACV) que lo mantuvo en coma durante diez días y lo obligó a una extensa rehabilitación. A pesar del pronóstico inicial que indicaba que posiblemente no volvería a caminar, logró una recuperación completa. Quilmes le brindó apoyo durante todo el proceso, sosteniendo su puesto dentro del cuerpo técnico juvenil.
Posteriormente, fue promovido a coordinador general de fútbol juvenil, supervisando las metodologías de entrenamiento y el desarrollo integral de las categorías inferiores. Además, en el período previo a la pandemia de COVID-19, Sever integró el cuerpo técnico de la División Reserva del club.
Paralelamente, desarrolló actividades en medios radiales y televisivos, participando como comentarista y analista de fútbol en programas locales relacionados con la actualidad de Quilmes y el ascenso argentino.

## Estadísticas
| Club                           | Años en el club     | Total | Total | Promedio · |
| Club                           | Años en el club     | Part. | Goles | Promedio · |
| ------------------------------ | ------------------- | ----- | ----- | ---------- |
| Quilmes Argentina              | 1999-2000           | 30    | 6     | 0,2        |
| Argentino de Quilmes Argentina | 2000-2002           | 39    | 9     | 0,23       |
| Platense Argentina             | 2002-2003           | 36    | 15    | 0,42       |
| Defensa y Justicia Argentina   | 2003-2004           | 26    | 1     | 0,04       |
| Tigre Argentina                | 2004-2006           | 36    | 11    | 0,31       |
| Burgos · España                | 2006-2008           | 25    | 6     | 0,24       |
| San Telmo Argentina            | 2008-2010           | 95    | 11    | 0,12       |
| Acasusso Argentina             | 2010-2012           | 63    | 13    | 0,21       |
| Colegiales Argentina           | 2012-2013           | 10    | 0     | 0          |
| Uai Urquiza Argentina          | 2013                | 11    | 1     | 0,09       |
| Total en su carrera            | Total en su carrera | 371   | 73    | 0,19       |

## Partido Homenaje
El 30 de noviembre de 2019, Gustavo Sever fue homenajeado con un partido disputado en el predio de divisiones juveniles del Quilmes Atlético Club, ubicado en las calles Alsina y Lora. El evento tuvo como objetivo reconocer su trayectoria futbolística y celebrar su recuperación luego de haber sufrido un accidente cerebrovascular (ACV) años atrás. La recaudación, proveniente de entradas vendidas a un valor simbólico de $200, fue destinada íntegramente a mejoras en el predio juvenil del club.
El encuentro enfrentó a dos equipos: Amigos de Quilmes, conformado por exjugadores del club, y Amigos del Fútbol, integrado por excompañeros de Sever en diversas instituciones del ascenso argentino. El resultado fue 5-4 a favor de los Amigos de Quilmes, en un partido de carácter festivo y emotivo. Se destacó la presencia de reconocidas figuras del fútbol argentino como Adrián Giampietri, Pablo Quatrocchi y Maximiliano Serafinovich, entre otros. Visiblemente emocionado, Sever agradeció a los presentes y al club por el reconocimiento. “Estoy muy emocionado. Pensar que la pasé muy mal hace tres años y hoy disfruto de algo muy lindo en mi casa junto a la gente que me quiere. Gracias a los amigos y familiares que ayudaron en lo que pudieron”, dijo el exfutbolista. 
El evento fue organizado por el Departamento de Fútbol Juvenil de Quilmes y contó con una gran concurrencia de hinchas, familiares y allegados, que acompañaron a Sever en una jornada de celebración y reencuentro.